# Gaby Colebunders
Gaby Colebunders (Genk, 26 december 1972) is een Belgisch syndicalist en politicus voor de marxistische partij PVDA.

## Levensloop
Colebunders werkte 25 jaar lang als arbeider bij Ford Genk, waar hij vakbondsafgevaardigde was voor het ABVV. Na een meningsverschil verliet hij het ABVV en vertegenwoordigde hij het ACV. Na de sluiting van Ford Genk in 2014 werd hij achtereenvolgens marktkramer en verkoper van poetsmachines.
In 2014 trok hij de Kamerlijst voor de PVDA in de kieskring Limburg. Hij werd niet verkozen.
Colebunders trok de Genkse PVDA-lijst bij de gemeenteraadsverkiezingen van 14 oktober 2018. PVDA sleepte een zetel in de wacht; sinds januari 2019 zetelt Colebunders in de Genkse gemeenteraad.
Bij de federale verkiezingen van mei 2019 kwam hij opnieuw op voor PVDA, maar dan in de kieskring Luik. Van op een strijdplaats werd Colebunders verkozen in de Kamer van volksvertegenwoordigers, waar hij deel uitmaakte van een 12-koppige, tweetalige fractie. Colebunders zetelde in de Kamer tot in juni 2024 en volgde er de dossiers rond pensioenen, armoede en binnenlandse zaken op.
Colebunders werd aangeduid als PVDA-lijsttrekker bij de Vlaamse verkiezingen van 9 juni 2024 in de kieskring Limburg. Zodoende werd hij verkozen in het Vlaams Parlement, waar hij in een fractie met negen leden belandde. Colebunders werd er vast lid en ondervoorzitter van de commissie Economie, Werk, Sociale Economie, Wetenschap en Innovatie.
In oktober 2024 was Colebunders opnieuw lijsttrekker voor de PVDA in zijn woonplaats Genk. De partij klom er naar twee zetels en Colebunders nam samen met Kübra Sertkaya zitting in de gemeenteraad.

## Persoonlijk
In juni 2022 verloor Colebunders onverwacht zijn 21-jarige dochter.
- Library of Congress Control Number: n2014078768
- Virtual International Authority File: 313284677
- WorldCat: E39PBJmDfp3qV3GpryvM6kKDbd